# Johan Christian Clausen Dahl
Johan Christian Clausen Dahl (ur. 24 lutego 1788 w Bergen, zm. 14 października 1857 w Dreźnie) – norweski malarz okresu romantyzmu, pejzażysta.

## Życiorys
W latach 1811–1818 studiował w Akademii w Kopenhadze, gdzie poznał Caspara Davida Friedricha, z którym przyjaźnił się aż do jego śmierci w roku 1840. W 1818 roku wyjechał do Drezna. W roku 1820 ożenił się z Emilie von Block. W latach 1821–1823 przebywał we Włoszech (Capri, Neapol, Rzym). W roku 1824 powrócił do Drezna, gdzie objął stanowisko profesora Akademii.

## Twórczość
Malował nastrojowe pejzaże z Norwegii, Niemiec, Włoch i Szwajcarii oraz obrazy religijne i portrety. W jego wczesnych pracach widoczne są wpływy pejzażystów holenderskich i flamandzkich XVII w., przede wszystkim Allarta van Everdingena.
Jego uczniami byli m.in. Karl Blechen (1798–1840) i Thomas Fearnley (1802–1842). 

## Odznaczenia
- 1839 – Królewski Order Wazów
- 1840 – Order Danebroga
- 1847 – Order Świętego Olafa

## Wybrane dzieła
- Drezno w świetle księżyca (1839), Galeria Obrazów Starych Mistrzów w Dreźnie
- Pejzaż włoski (1818), Galeria Narodowa, Oslo
- Poranek po nocnej burzy (1819), Nowa Pinakoteka, Monachium
- Studium brzozy (1826), Galeria Narodowa, Oslo
- Villa Malta w Rzymie (1821), Galeria Narodowa, Oslo
- Wybuch Wezuwiusza (1821), Państwowe Muzeum Sztuki, Kopenhaga
- Żaglowce w pobliżu Rugii (1818), Państwowe Muzeum Sztuki, Kopenhaga

## Galeria obrazów

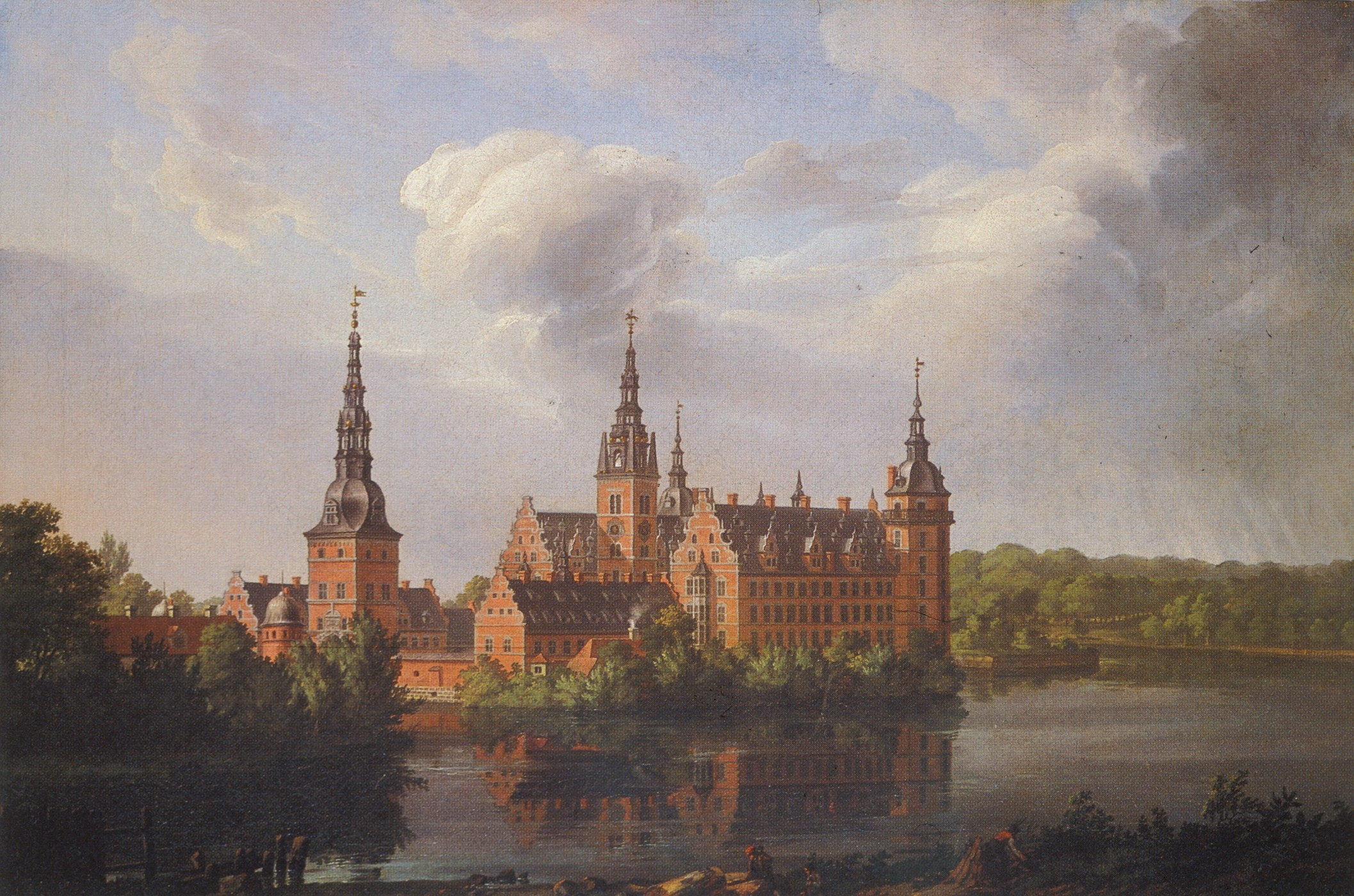
Frederiksborg Slot (1814)
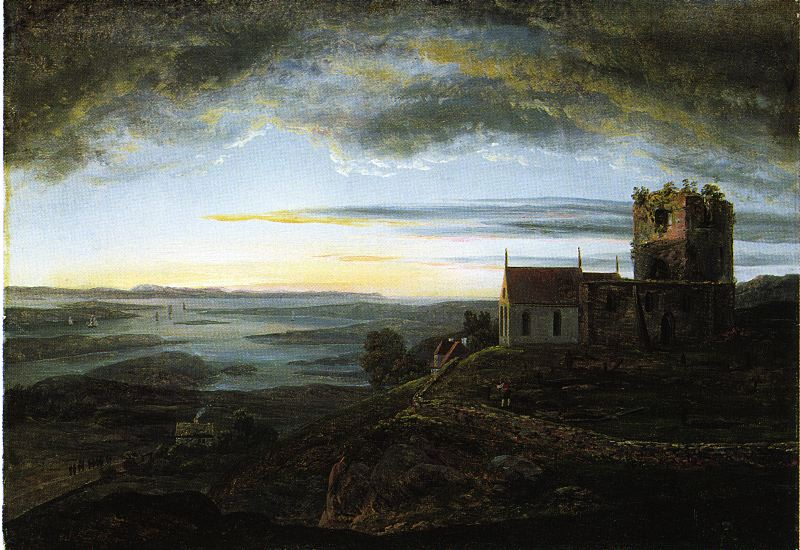
Avaldsnes Church (1820)
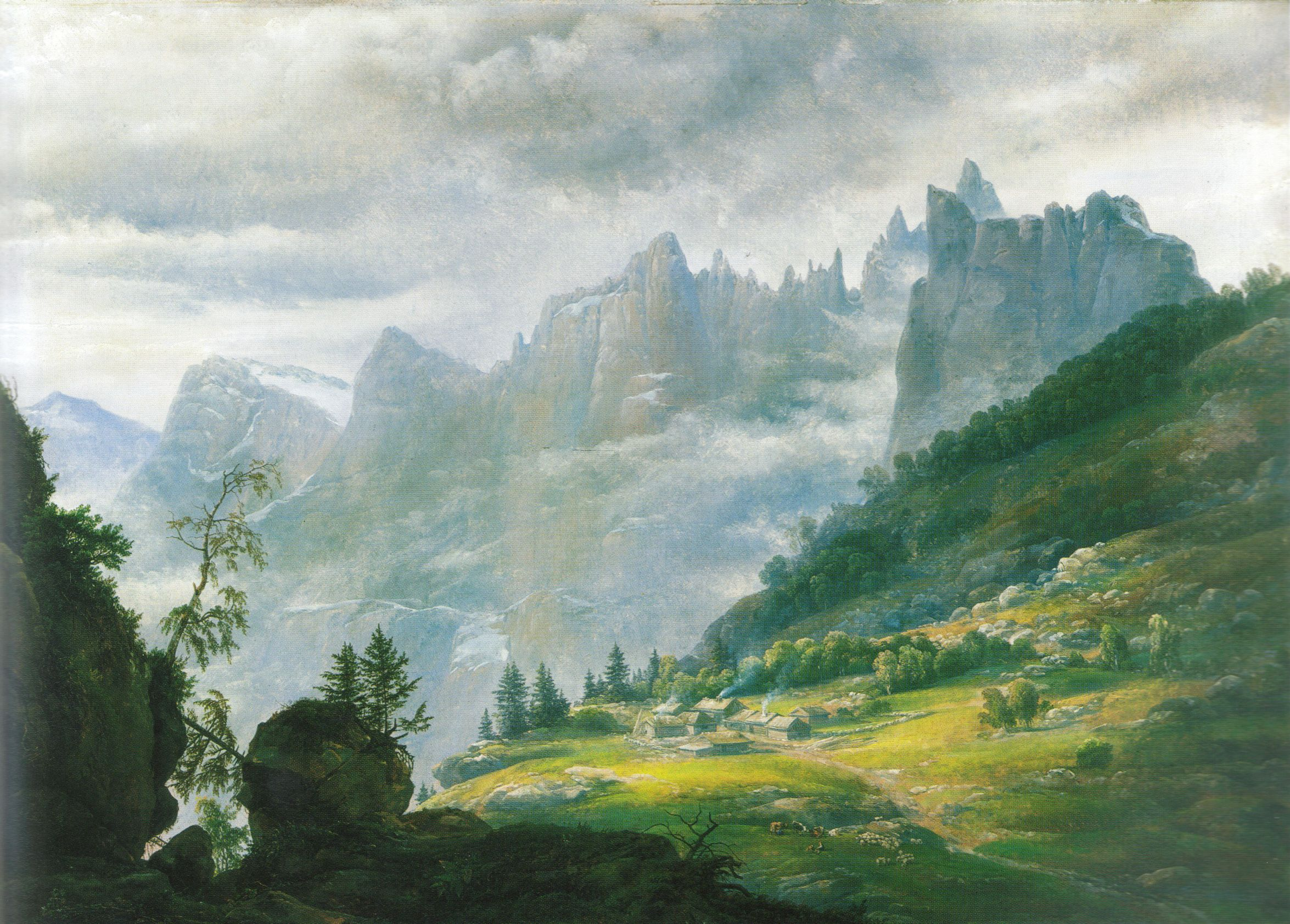
Trolltindene (1823)
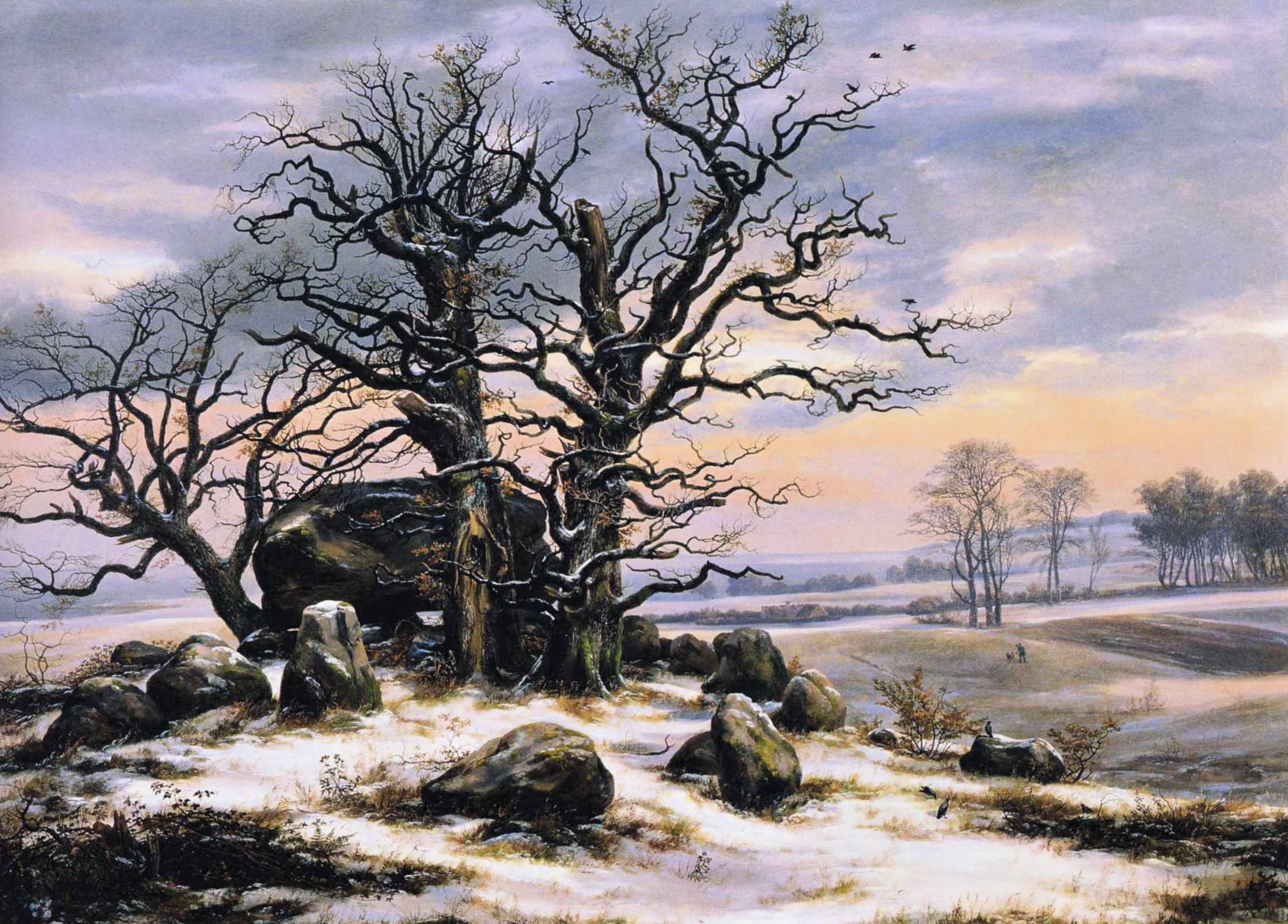
Megalith Grave in Winter (1824-25)